# 비류
비류(沸流, ?~기원전 18년)는 우태(優台)의 장남 혹은 고구려(高句麗)의 시조 동명성왕(東明聖王)의 차남으로, 온조왕(溫祚王)의 형이다. 미추홀국(彌鄒忽國)의 초대 왕이기도 하다.
비류라는 이름은 비류수(沸流水), 비류천(沸流川), 비류곡(沸流谷), 비류국(沸流國)의 沸流에서 유래한 작명으로 추정할 수 있다.

## 생애
《삼국사기》 〈백제본기〉 서두의 두 설화 중 온조설에 의하면, 비류는 온조와 함께 고구려의 남쪽 지방으로 도망쳤다. 비류는 해변에 살기를 원하였으나 10명의 신하가 간언하기를, “생각건대 이 하남의 땅은 북은 한수를 띠고, 동은 고악을 의지하였으며, 남은 옥택을 바라보고, 서로는 대해를 격하였으니, 그 천험지리가 얻기 어려운 지세라 여기에 도읍을 이루는 것이 좋겠습니다.”라고 하자, 비류는 듣지 않고 미추홀을 도읍으로 나라를 세웠으나, 땅이 습하고 물이 짜서 백성들이 살지 못하여 동생이 세운 나라로 이주하자 자결하였다.
백제의 시조가 비류라는 시조 비류설에 따르면, 어머니 소서노는 졸본 사람으로 우태에게 시집와 비류와 온조 두 아들을 낳았다. 우태의 사후에 주몽이 졸본에 도읍하고 고구려를 세운 뒤 소서노를 맞아 왕비로 삼고 비류와 온조를 양자로 삼았다. 이후 부여에서 예씨(禮氏)의 아들 유리가 찾아와 태자가 되자, 비류와 온조가 졸본부여를 떠나 남쪽으로 가 미추홀에서 살았다고 한다.
백제 시조에 대해서는 그 외에 시조 온조설과 시조 구태설이 있으며, 현재는 시조 온조설이 학계에서 정설로 인정받고 있다. 이에 따르면, 동명성왕이 졸본에 정착하여 졸본부여 왕의 둘째 딸과 결혼하여 두 아들을 낳았는데, 형은 비류로, 동생은 온조로 이름 지어졌다. 이후 동명성왕이 고구려를 건국하고, 비류와 온조는 왕위에 오르는 가장 유력한 순위에 있었다. 그러나 어느 날 비류와 온조를 얻기 이전에 동명성왕과 북부여의 예씨 사이에서 태어난 유리가 고구려에 찾아오자 동명성왕이 반겼다. 게다가 동명성왕은 첫째 아들인 유리를 태자로 임명하자, 비류와 온조 형제는 후일이 두려워 남쪽으로 내려가 새로운 땅을 찾아 나서게 되었다 한다.

## 사료속 언급

### 삼국사기
《삼국사기》 백제본기 서두에서는 두 가지 설화를 소개한다.
온조 시조설
북부여(北扶餘) 난을 피하여 온 추모(鄒牟)가 졸본부여(卒本扶餘) 왕의 둘째딸과 혼인하여 두 아들을 낳았는데 맏아들은 비류(沸流), 둘째 아들은 온조(溫祚)라고 하였다. 이후 추모가 유리명왕에게 왕위를 물려주게 되자 비류와 온조가 같이 남하해 처음에 각자 미추홀, 위례성에 도읍했다가 비류의 사망 이후 비류계 백성들이 온조에게 귀부했다고 전한다. 여기서 비류는 온조의 형이자 백성들을 평안히 하는데 실패한 인물로 등장한다. 또한 온조와 비류의 어머니인 소서노라는 이름이 등장하지 않는다.

비류 시조설
졸본부여(卒本扶餘) 사람 연타발(延陀勃)의 딸 소서노(召西奴)가 북부여왕(北夫餘王) 해부루(解夫婁)의 서손인 우태(優台)와 혼인하여 비류와 온조를 낳았으나 우태와 사별하고 고구려를 건국한 추모와 혼인한다. 이후 유리명왕에게 왕위를 물려주자 비류는 동생 온조를 데리고 남하하여 백제의 시조가 된다. 여기서는 비류가 남하를 주도하며 실패하지 않고 성공하여 그 나라가 이어진 것으로 서술 된다. 또한 비류와 온조가 추모의 친자로 되어 있는데 이쪽에서는 양자로 나온다.

### 해동고승전
《해동고승전》의 〈석마라난타〉에서는 《기로기》(耆老記)를 인용하는데 여기서는 피류(避流)가 온조가 힘을 합쳐 한산에 국가를 세운 것으로 기술된다.

### 제왕운기
《제왕운기》의 〈백제기〉에서는 은조(殷祚)라는 이름으로 등장하며, 왕위에 오른지 5개월만에 사망했다고 전한다.

## 가계
시조 비류설의 내용을 따른다.
- 아버지 : 우태(優台) 혹은 동명성왕(東明聖王)
- 어머니 : 소서노(召西奴, 66[3]~6)
  - 동생 : 온조왕(溫祚王, ? ~28, 재위:18~28)

## 비류가 등장한 작품
- 《주몽》(MBC, 2006년~2007년, 배우:이재석)
- 《근초고왕》(KBS, 2010년~2011년, 배우:변두수)
- 《한국사기》(KBS, 2017년, 배우:홍정헌)